# 边陲黄耆
边陲黄耆（学名：Astragalus hoantchy sp. dschimensis）为豆科黄耆属下的一个亚种。

## 扩展阅读
- 維基物種上的相關：边陲黄耆